# Vallisneria americana
Vallisneria americana är en dybladsväxtart som beskrevs av André Michaux. Vallisneria americana ingår i släktet Vallisneria och familjen dybladsväxter. Inga underarter finns listade.

## Bildgalleri

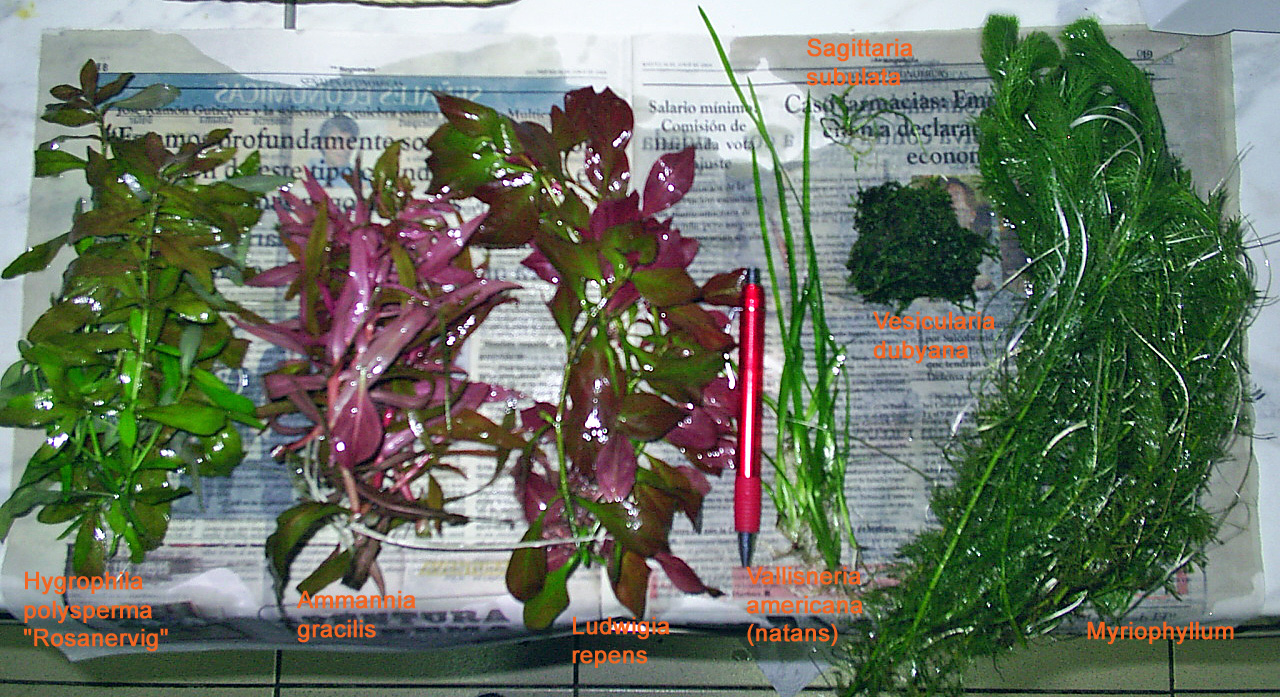
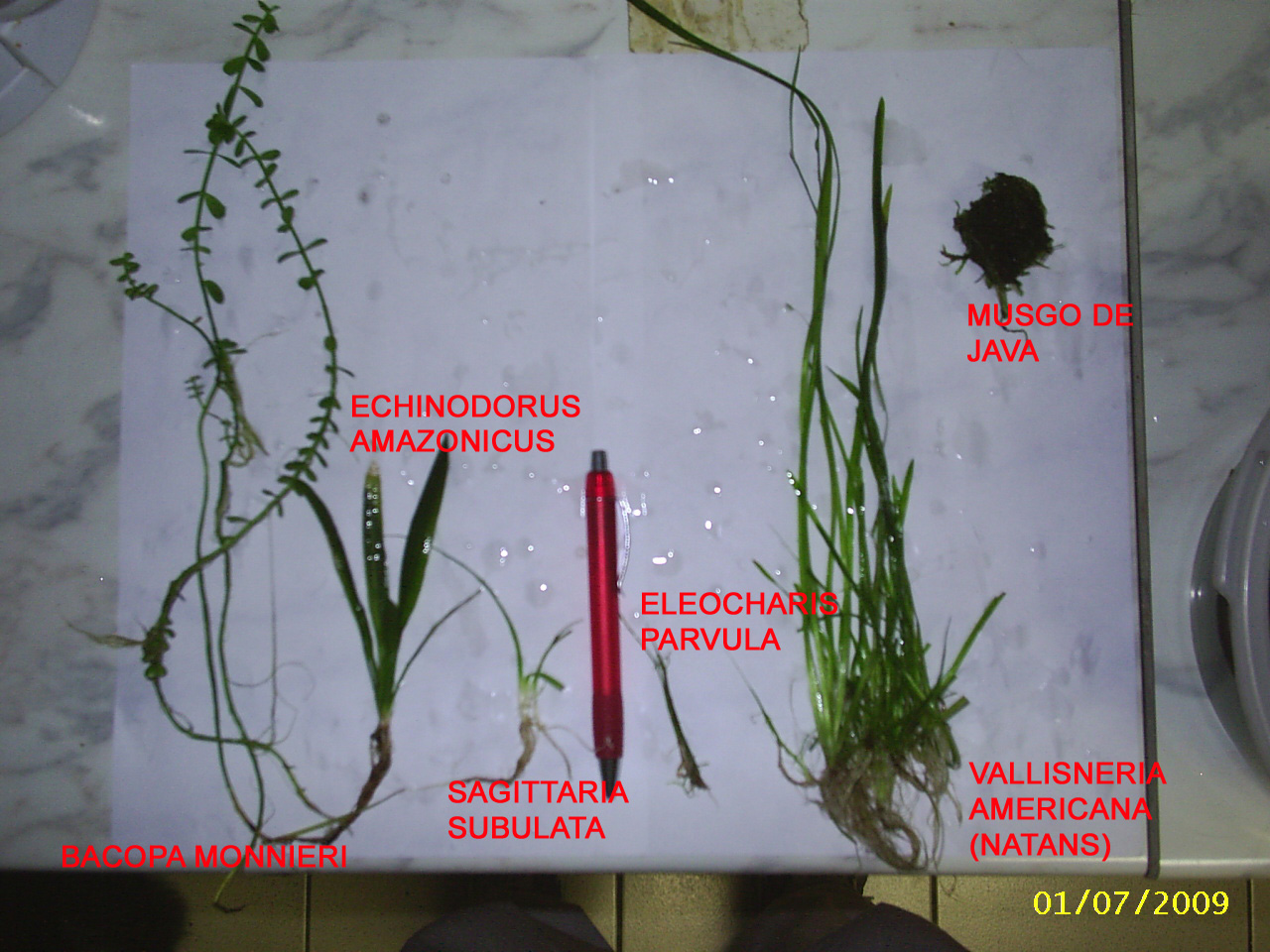